# Bolitoglossa synoria
Bolitoglossa synoria är en groddjursart som beskrevs av James R. McCranie och Köhler 1999. Bolitoglossa synoria ingår i släktet Bolitoglossa och familjen lunglösa salamandrar. IUCN kategoriserar arten globalt som akut hotad. Inga underarter finns listade.